# HMS Blanche (1909)
A HMS Blanche a Brit Királyi Haditengerészet egyik Blonde-osztályú felderítőcirkálója volt. Építését 1909 decemberében kezdték a Pembroke Dockyard hajógyárban. A hajó vízre bocsátására 1909. november 25-én, hadrendbe állítására pedig 1910 novemberében került sor.

## Felépítése
Testvérhajójához, a HMS Blonde-hoz hasonlóan a Blanche is a korábbi Boadicea-osztály továbbfejlesztésének tekinthető. Ezeken a hajókon már több 102 mm-es ágyú volt, valamint megjelent az 533 mm-es torpedóvető cső is. A hajókat eredetileg arra tervezték, hogy együttműködjenek a romboló rajokkal, így a Blanche, hadrendbe állítása után az 1. romboló rajhoz került. Később kiderült, hogy a hajó nem elég gyors ahhoz, hogy megfelelően ellássa a feladatát, mivel 1912-ben a legtöbb romboló már képes volt 27 csomós sebességgel is haladni, ami meghaladta a Blanche 24,5 csomós sebességét.

## Pályafutása
1914 augusztusában a Blanche-t a Nagy Flotta Rosyth-ban állomásozó 3. csata rajához helyezték. 1914-ben a hajó egy időre elhagyta az egységét, mivel ideiglenesen áthelyezték ahhoz az egységhez, amely a december 16-i Yorkshire-i ágyúzásért felelős német flottát üldözte. A hajó viszont túl könnyűnek bizonyult, hogy télen az Északi-tenger vizein bevessék, ezért miután Skócia partjainál harcképtelenné vált, kénytelen volt visszafordulni. 1916 februárjában a Blanche azon három hajó egyike volt, melyek a norvég partoknál őrködtek, a német SMS Greif elleni vadászat idején. Ennek ellenére a Blanche végül nem találkozott a német hajóval.
A brit hajó a 4. csata raj tagjaként részt vett a jütlandi csatában is. Bár a csata során nem vett részt egy támadásban sem, mégis négy könnyűcirkálót küldtek a megvédésére. 1917 márciusában a Blanche-t átalakították aknatelepítő hajóvá. Az új feladatkörében 16 bevetés során 1238 aknát telepített a vízbe. Pályafutása végéhez közeledve a hajó parancsnoka, a későbbi tengernagy, Reginald Drax lett. A háború után a Blanch-t  már elavultnak és feleslegesnek találták, ezért 1921. július 27-én eladták szétbontásra a Sunderland-i Fryer-nek.